# Шерман, Брэд
Брэдли Джеймс Шерман (англ. Bradley James Sherman) — американский политический деятель. С 1997 года он является конгрессменом от Демократической партии Палаты представителей Соединенных Штатов. В настоящее время он представляет 30-й избирательный округ Калифорнии в долине Сан-Фернандо, округ Лос-Анджелес, штат Калифорния.
Ранее Шерман представлял 24-е и 27-е конгрессные округа Лос-Анджелеса.

## Политические взгляды
Законодательная деятельность Шермана получила 100%-й рейтинг от Американского союза гражданских свобод (ACLU) в 2011 году, 100 % от Национальной организации по делам женщин в 2007—2008 годах, 100 % от кампании по правам человека в 2009—2010 годах и рейтинг 98 % от NAACP в 2009—2010 годах.
Он — активный сторонник защиты прав животных.
Шерман является сильным сторонником прав ЛГБТ и равенства. Он член Совета ЛГБТ по равенству, который служит для пропаганды равенства лесбиянок, геев, бисексуалов и трансгендеров. Шерман поддерживает однополые браки и поддерживал отмену закона «Не спрашивай, не говори» до его отмены президентом Обамой.
Поддерживает право женщины на аборт.
В июле 2017 года Брэд Шерман и его коллега Эл Грин внесли на рассмотрение законопроект об импичменте президента Дональда Трампа за препятствование расследованию его связей с Россией.

## Личная жизнь
Брэдли Шерман — выходец из семьи русскоязычных евреев.
3 декабря 2006 года Шерман женился на Лизе Николе Каплан, офицере иностранных дел Государственного департамента США. У пары трое детей — дочери Молли Ханна (род. 14 января 2009), Наоми Клэр (род. 6 февраля 2010) и Люси Рейна (род. 8 августа 2011). Семья проживает в Шерман Оукс (Калифорния).

## Награды
- Орден Дружбы (16 декабря 2021 года, Армения) — по случаю 30-летия установления дипломатических отношений между Республикой Армения и Соединёнными Штатами Америки, за значительный вклад в укрепление и развитие армяно-американских дружественных отношений и защиту общечеловеческих ценностей[14].
- Медаль Мхитара Гоша (19 апреля 2012 года, Армения) — за значительный вклад в укрепление и развитие армяно-американских дружественных связей, а также в международное признание Геноцида армян[15].